# Kimberly Beck
Kimberly Beck (n. Glendale, California, EE. UU.; 9 de enero de 1956) es una actriz estadounidense.

## Carrera
Kimberly Beck comenzó a actuar de pequeña en la película Torpedo Run en 1958, posteriormente actuó en películas como The FBI Story (1959), Marnie (1964) y Yours, Mine and Ours (1968). En 1976 protagonizó la película Massacre at Central High. En 1979 actuó junto a Linda Blair en la película Roller Boogie. En 1984 protagonizó la película Friday the 13th: The Final Chapter. Kimberly Beck también ha actuado en series de televisión como The Munsters, I Dream of Jeannie, Peyton Place, The Brady Bunch, La isla de la fantasía, L.A. Law, FBI: The Untold Stories, etc.

## Vida personal
- En 1978 se casó con William Barron Hilton, del cual se divorció en 1985.
- En 1988 se casó con el productor Jason Clark, con el cual tiene dos hijos.

## Filmografía

### Películas
- Torpedo Run (1958) .... Dede Doyle (edad 2)
- The FBI Story (1959).... Jennie Hardesty, edad 2
- Marnie (1964).... Jessica 'Jessie' Cotton
- Yours, Mine and Ours (1968).... Janette North
- Me and Benjie (1970)
- Massacre at Central High (1976).... Theresa
- Murder in Peyton Place (1977).... Bonnie Buehler
- Zuma Beach (1978).... Cathy
- Roller Boogie (1979).... Lana
- Starting Fresh (1979).... Stephanie Harvey
- Friday the 13th: The Final Chapter (1984).... Trish Jarvis
- Deadly Intentions (1985).... Sally Raynor
- Maid to Order (1987).... Kim
- Private War (1988).... Kim
- Nightmare at Noon (1988).... Cheri Griffiths
- Messenger of Death (1988).... Piety Beecham
- Le grand bleu (1988).... Sally
- Playroom (1990).... Secretaria
- False Identity (1990).... Cindy Roger
- In the Deep Woods (1992).... Margot
- Frozen Assets (1992).... Actriz de Voz (voz)
- Adventures in Dinosaur City (1992).... Chanteuse
- Killing Zoe (1993).... Mujer Modista
- Basic Values: Sex, Shock & Censorship in the 90's (1993).... Marsha Miller
- Independence Day (1996).... Ama de Casa
- The Secret Life of Girls (1999).... Sra. Buchinsky
- Heidi 4 Paws (2008).... Clara la invalida / Frau Ragaz (voz)

### Series de televisión
- Kraft Suspense Theatre.... 2.ª Niña/Dulce o Truco (1 episodio: A Lion Amongst Men, 1964)
- The Munsters.... La Pequeña Niña (1 episodio: Lily Munster, Girl Model, 1965)
- Peyton Place.... Kim Schuster (33 episodios, 1965-1966)
- I Dream of Jeannie.... Gina (1 episodio: My Master, the Author, 1966)
- The Virginian.... Laura Tedler (1 episodio: The Return of Golden Tom, 1966)
- My Three Sons.... Susan (1 episodio: Two O'Clock Feeding, 1969)
- Land of the Giants.... Chica Gigante (1 episodio: The Bounty Hunter, 1969)
- Bonanza.... Chica (1 episodio: A Time to Die, 1971)
- The Brady Bunch.... Laura / Chica (2 episodios, 1971-1973)
- Lucas Tanner (1974).... Terry Klitsner (1974)
- General Hospital.... Samantha Livingston #1 (1975)
- Mobile One (1 episodio: Not by Accident, 1975)
- Adam-12.... Jo Anne Thompson (1 episodio: Something Worth Dying For: Part 2, 1975)
- Westwind (1975).... Robin Andrews (1975)
- Rich Man, Poor Man - Book II (1976).... Diane Porter (1976)
- The Hardy Boys/Nancy Drew Mysteries.... Sue (1 episodio: Acapulco Spies, 1977)
- Eight Is Enough.... Nancy Bradford (1 episodio: Never Try Eating Nectarines Since Juice May Dispense, 1977)
- Husbands, Wives & Lovers.... Amanda (1 episodio: Dixon and Courtney Adopt, 1978)
- La isla de la fantasía (1978).... Cindy (1978-1979)
- Buck Rogers in the 25th Century.... Alison (1 episodio: Cruise Ship to the Stars, 1979)
- B.J. and the Bear.... Cindy Smith (1 episodio: Shine On, 1979)
- Freebie and the Bean (1 episodio: Health Nuts, 1980)
- The Misadventures of Sheriff Lobo.... Vicky Bowers (1 episodio: The Luck of the Irish, 1980)
- Mr. Merlin.... Susan (1 episodio: Not So Sweet Sixteen, 1981)
- Matt Houston.... Laurie Wildcat (1 episodio: X-22, 1982)
- Capitol (1982).... Julie Clegg #1 (1982-1983)
- Webster.... Molly (1 episodio: The Green-Eyed Monster, 1983)
- T.J. Hooker.... Linda Stevens (1 episodio: Death on the Line, 1984)
- Hollywood Beat (1 episodio: Siege, 1985)
- Hunter.... Marlene (1 episodio: The Beach Boy, 1985)
- Mike Hammer (1 episodio: Mike's Baby, 1986)
- Crazy Like a Fox (1 episodio: Rosie, 1986)
- Dynasty.... Claire Prentice (4 episodios, 1986-1987)
- The Law and Harry McGraw (1 episodio: Yankee Boodle Dandy, 1987)
- L.A. Law.... Nancy Tritchler (1 episodio: December Bribe, 1987)
- The Commish.... Michele Carver (1 episodio: Behind the Storm Door, 1991)
- FBI: The Untold Stories.... Suzie Emory (1 episodio: Outlaws, 1991)
- Disney Presents The 100 Lives of Black Jack Savage.... Connie (1 episodio: For Whom the Wedding Bells Toll, 1991)
- Sons and Daughters.... Chica Rubia (1 episodio: Dating Game, 1991)
- Ultraman: The Ultimate Hero (1 episodio: A Father's Love (Jamra), 1994)

- Datos: Q2178802